# Laternula
Laternula is een geslacht van tweekleppigen uit de  familie van de Laternulidae. De naam van het geslacht werd voor het eerst geldig gepubliceerd in 1798 door Peter Friedrich Röding, die de nagelaten schelpenverzameling van de overleden Joachim Friedrich Bolten catalogeerde en van Latijnse benamingen volgens het systeem van Linnaeus voorzag.

## Soorten
- Laternula anatina (Linnaeus, 1758)
- Laternula argentea (Reeve, 1863)
- Laternula attenuata (Reeve, 1863)
- Laternula boschasina (Reeve, 1860)
- Laternula creccina (Reeve, 1860)
- Laternula elliptica (King & Broderip, 1832)
- Laternula erythraea Morris & Morris, 1993
- Laternula faba (Reeve, 1863)
- Laternula gracilis (Reeve, 1860)
- Laternula impura (Pilsbry, 1901)
- Laternula laterna (Lamarck, 1818)
- Laternula liautaudi (Mittre, 1844)
- Laternula limicola (Reeve, 1863)
- Laternula navicula (Reeve, 1863)
- Laternula recta (Reeve, 1863)
- Laternula rostrata (G.B. Sowerby II, 1839)
- Laternula spengleri (Gmelin, 1791)
- Laternula subrostrata (Lamarck, 1818)
- Laternula tasmanica (Reeve, 1863)
- Laternula vagina (Reeve, 1863)
- Laternula valenciennesii (Reeve, 1863)